# Burg Varbola

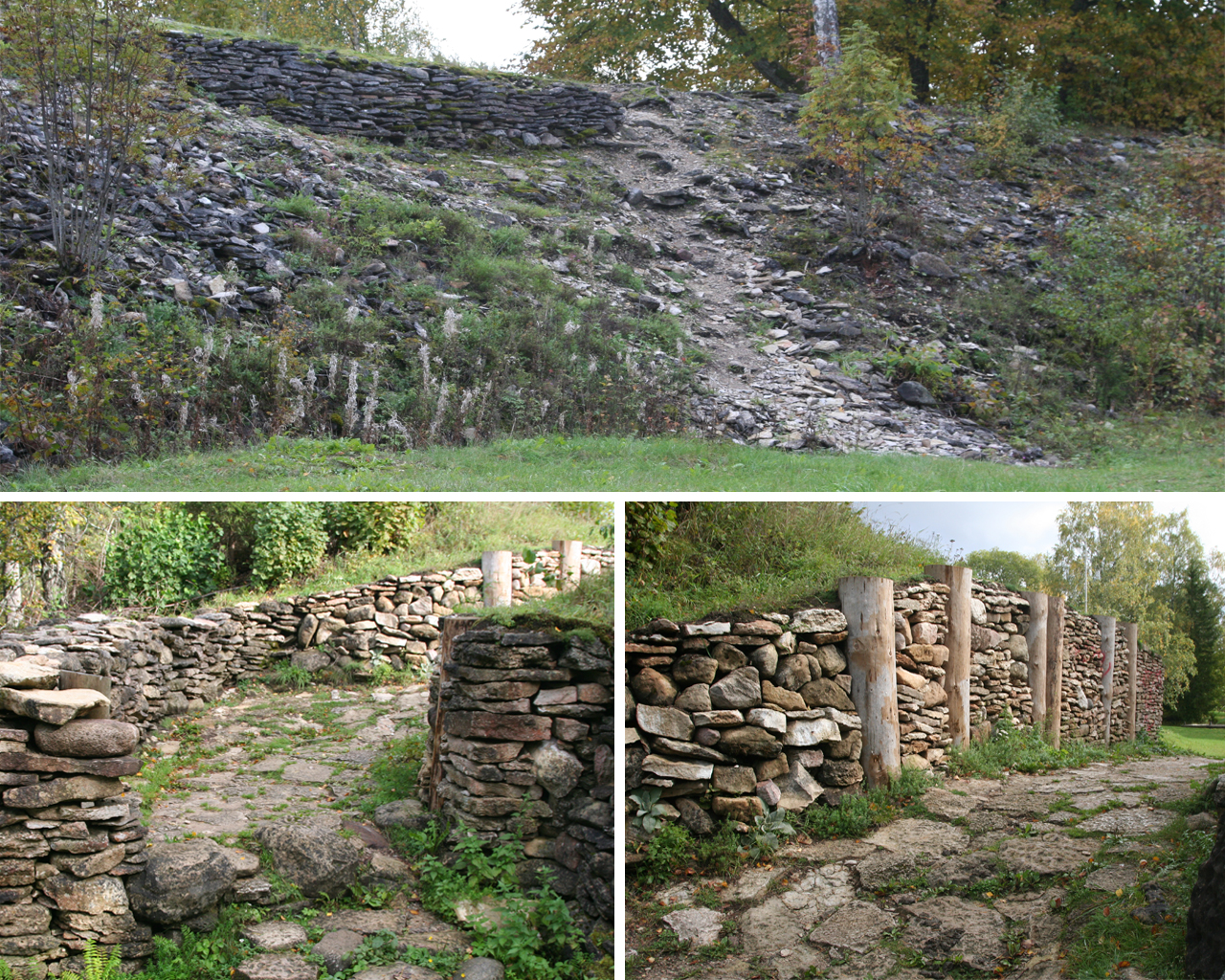
Ruinen der Burg Varbola

Die Burg Varbola (lateinisch Castrum Warbole, estnisch Varbola Jaanilinn) in Harrien (Harjumaa) war die größte Festung und ein wichtiges Handelszentrum im vorchristlichen Estland des 10. bis 12. Jahrhunderts.
Die Burg befindet sich zwischen den heutigen Dörfern Varbola und Põlli in der Landgemeinde Märjamaa, Kreis Rapla. Teile des 580 m langen und 8 bis 10 Meter hohen Ringwalls aus Kalkstein stehen bis heute. Lange Torwege mit mehreren Toren wurden zum Schutz der Eingänge angelegt. In diesen Bereichen standen höhere Verteidigungstürme. Ein dreizehn Meter tiefer Ziehbrunnen in der Mitte der Festung sicherte die Wasserversorgung. 90 beheizbare Gebäude mit Kalkböden dienten als Unterkünfte.
Heinrich von Lettland berichtet, dass das Castrum Warbole 1211 während mehrerer Tage von Mstislaw Mstislawitsch von Nowgorod belagert wurde. Der Konflikt wurde nach einer Tribut-Zahlung beigelegt.
Während seines Livländischen Kreuzzuges drang der Livländische Orden auf estnisches Gebiet vor. In den Friedensverhandlungen von Varbola machte Volkwin, der Herrenmeister des Ordens die Annahme des Christentums und die Bereitstellung von Geiseln zur Bedingung. Die Esten willigten ein. Auf Geheiß von Gesandten des dänischen Königs Waldemar II., der die Kontrolle über den nördlichen Teil Estlands übernommen hatte, wurden die Geiseln befreit. Die Dänen verlangten deren Übergabe, wie es mit den Livländischen Bischöfen vereinbart worden war. Volkwin beugte sich dem dänischen Verlangen in Unkenntnis dieser Vereinbarung mit der Bedingung, dass die Rechte der Livländischen Brüder des Schwertes dadurch nicht gemindert sollten, und übergab die Geiseln an ihre Väter. So wurden die Esten von Varbola Untertanen des Königs von Dänemark. Dem Waldemar-Erdbuch (lateinisch Liber Census Daniae) zufolge blieb das Gebiet um den Handelsplatz Varbola im Besitz der estnischen Adelsfamilie Lode. Waldemar II. und sein Sohn Knut nahmen Teile der Festung Lohu und die Festung Keava in Harrien in ihren Besitz.

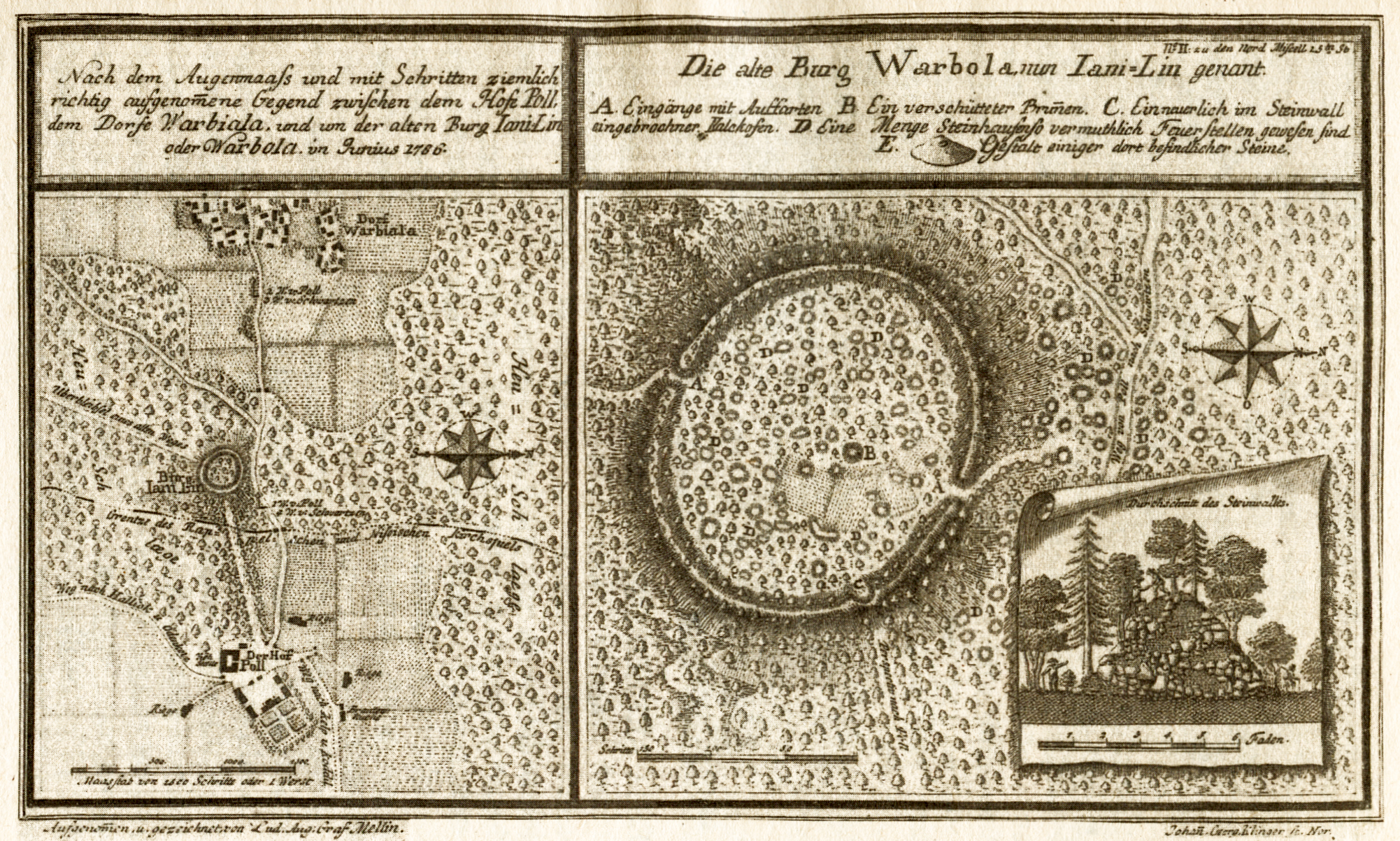
Karte der Burg Varbola von Ludwig August Mellin

Die Festung Varbola verlor im zweiten Viertel des 14, Jahrhunderts ihre Bedeutung, nachdem sie eine wichtige Rolle beim 1343 gegen das Christentum und den Deutschen Orden gerichteten Aufstand in der Georgsnacht gespielt hatte.
Im 16. und 17. Jahrhundert wurde die Festung als Friedhof benutzt. Die erste bekannte Kartierung nahm 1786 Ludwig August Graf Mellin vor. 1938–1941, 1953 und 1974 erfolgten Ausgrabungen auf dem Festungsareal. Unter den archäologischen Funden waren aus Knochen gefertigte Spielwürfel.